# Torbia viridissima
Torbia viridissima (Brunner von Wattenwyl, 1878) è un ortottero ensifero della famiglia Tettigoniidae, endemico dell'Australia.

## Descrizione
Le larve di I stadio sono estremamente somiglianti a delle formiche, di colore dal bruno scuro al nero (mirmecomorfismo); ciò garantisce loro protezione da eventuali predatori. Dopo le prime mute perdono tale caratteristica ed iniziano a sfoggiare la livrea verde brillante tipica dell'insetto adulto.

## Distribuzione e habitat
La specie è endemica dell'Australia.
Popola una varietà di habitat, dalle aree desertiche dell'Australia centrale alle alte quote delle Alpi australiane, accomunati dalla presenza di alberi di Eucalyptus.